# Vụ du khách Việt Nam bỏ trốn tại Đài Loan 2018
Vụ du khách Việt Nam bỏ trốn tại Đài Loan 2018 (hoặc Chuyên án Quan Hồng) là sự kiện 152 du khách người Việt bỏ trốn tại Đài Loan sau khi nhập cảnh ở các thành phố Cao Hùng, Đào Viên, Đài Nam vào ngày 21 và ngày 23 tháng 12 năm 2018. Đây là sự kiện du khách mất tích lớn nhất kể từ khi Đài Loan thực thi chính sách thị thực Quan Hồng.
Theo tiến trình sự kiện, Công ty Vui Funny Tour tập hợp 153 du khách người Việt có nhu cầu nhập cảnh Đài Loan thông qua dịch vụ mạng xã hội Zalo và Facebook, sau đó chuyển giao đoàn du khách này cho hai công ty lữ hành Việt Nam theo thứ tự lần lượt Công ty Golden Travel và Công ty Twin Bright. Hai công ty lữ hành trên giao dịch ký kết trực tiếp với Công ty Thương mại Du lịch Kỳ nghỉ Quốc tế cung cấp dịch vụ xin thị thực Quan Hồng, Công ty ETholiday tiếp quản đoàn 152 du khách người Việt tham quan sau khi nhập cảnh Đài Loan. Đoàn du khách người Việt dự kiến xuất cảnh Đài Loan vào ngày 26 tháng 12 năm 2018.
Theo lộ trình, đoàn du khách lần lượt gồm 23 người xuất cảnh tại sân bay quốc tế Nội Bài và 130 người xuất cảnh tại sân bay quốc tế Tân Sơn Nhất, nhưng sau đó 152 người đã hoàn toàn mất tích tại Đài Loan kể từ ngày 25 tháng 12 năm 2018. Chính phủ Đài Loan phối hợp với chính phủ Việt Nam truy tìm người mất tích; sự kiện khiến chính phủ Việt Nam bị chỉ trích về hình ảnh quốc gia, trong khi chính phủ Đài Loan bị chỉ trích về chương trình thị thực Quan Hồng thuộc chính sách hướng Nam mới. Hệ quả từ sự kiện khiến thị thực Quan Hồng tạm dừng tại Việt Nam và tái khởi động lại từ ngày 20 tháng 3 năm 2019, dự thảo sửa đổi siết chặt pháp lý chương thị thị thực Quan Hồng được thông qua tại Đài Loan. Theo tổng hợp điều tra từ hai quốc gia, nhóm người Việt móc nối với băng đảng Đầu rắn tại Đài Loan tổ chức nhập cư bất hợp pháp cho 148 du khách, các cá nhân liên quan lần lượt bị kết án tại Đài Loan và Việt Nam.

## Bối cảnh
Do Trung Quốc yêu cầu Tổng thống Trung Hoa Dân Quốc Thái Anh Văn công nhận chính sách Một Trung Quốc khiến quan hệ hai bờ eo biển Đài Loan căng thẳng, kéo theo số lượng du khách từ Trung Quốc đại lục sụt giảm, Đài Loan đã xúc tiến chính sách hướng Nam mới. Năm 2015, Đài Loan ban hành chương trình thị thực Quan Hồng cho nhóm gồm số lượng từ năm du khách trở lên; du khách từ Việt Nam, Campuchia, Lào, Myanmar, Ấn Độ sẽ được miễn chứng minh tài chính nếu đi theo đoàn du lịch của các công ty lữ hành do Cục Du lịch Đài Loan chỉ định. Chương trình thị thực Quan Hồng thuộc chính sách hướng Nam mới của Tổng thống Trung Hoa Dân Quốc Thái Anh Văn, mục tiêu thúc đẩy số lượng du khách từ 18 quốc gia (10 quốc gia Đông Nam Á, 6 quốc gia Nam Á, Úc, New Zealand).
Tính đến năm 2018 tại Việt Nam, 84 công ty lữ hành được Cục Du lịch Đài Loan chỉ định thị thực Quan Hồng. Số lượng du khách nhận thị thực Quan Hồng rồi sau đó mất tích tại Đài Loan tăng theo từng năm, từ 29 người vào năm 2016 tăng lên thành 504 người vào năm 2018, trong tổng số 566 du khách mất tích thì có 409 người Việt. Tính từ tháng 8 năm 2018, thời gian lưu trú của du khách người Việt tại Đài Loan giảm từ 30 ngày xuống 14 ngày.
Ngày 21 và ngày 23 tháng 12 năm 2018, một đoàn khách du lịch Việt Nam gồm 153 người, 102 nam và 50 nữ, chia thành bốn nhóm nhập cảnh Đài Loan theo thị thực Quan Hồng. Đoàn du khách Việt Nam này xuất cảnh từ Thành phố Hồ Chí Minh và thành phố Hà Nội. Công ty Thương mại Du lịch Kỳ nghỉ Quốc tế có trụ sở tại Việt Nam tiến hành xin thị thực Quan Hồng cho đoàn, công ty lữ hành ETholiday tại Đài Loan chịu trách nhiệm tổ chức chuyến tham quan cho nhóm 153 người Việt. Giám đốc Công ty Thương mại Du lịch Kỳ nghỉ Quốc tế Phan Ngọc Hạnh tiếp nhận đoàn du khách từ ETholiday để hỗ trợ xin thị thực Quan Hồng, công ty lữ hành Việt Nam này thuộc danh sách chỉ định của Cục Du lịch Đài Loan.

## Diễn biến
Đoàn 153 du khách người Việt nhập cảnh tại các thành phố Cao Hùng, Đào Viên, Đài Nam vào ngày 21 và ngày 23 tháng 12 năm 2018. Họ đặt phòng tại khách sạn Kaohsiung International Star ở quận Tam Dân và khách sạn Delton ở quận Diêm Trình. Theo lời một nhân viên làm việc tại khách sạn Kaohsiung International Star, đoàn du khách người Việt nhận phòng lúc 18 giờ ngày 23 tháng 12 rồi bắt đầu vội vã bỏ trốn trên xe buýt, xe khách, taxi kể từ thời điểm 19 giờ cùng ngày. Theo lời một nhân chứng người Đài Loan vào thời điểm 21 giờ 30 phút cùng ngày, cảnh tượng du khách người Việt huyên náo rời khách sạn kéo dài trong thời gian một giờ đồng hồ. Những du khách người Việt bỏ trốn mang theo đầy đủ hành lý như thời điểm nhận phòng, nhưng một số trong đó đã bỏ hành lý tại phòng và được nhân viên khách sạn Kaohsiung International Star thu gom lại. Tại khách sạn Delton, du khách người Việt nhận phòng lúc 18 giờ và rời đi ngay kể từ thời điểm 19 giờ sau đó. Đoàn du khách người Việt thứ hai vẫn theo lịch trình du lịch định sẵn theo hành trình từ Cao Hùng di chuyển đến Nam Đầu và Tân Bắc, rồi sau đó mất tích. Lịch trình tham quan của đoàn 153 du khách dự kiến kết thúc vào ngày 26 tháng 12, nhưng 152 người đã mất tích tại Đài Loan và chỉ còn duy nhất một trưởng đoàn ở lại.
Cùng ngày, ETholiday ngay lập tức thông báo tới Cục Du lịch Đài Loan, Sở Di dân Đài Loan (NIA), Văn phòng Kinh tế Văn hóa Việt Nam tại Đài Bắc; đồng thời thừa nhận hướng dẫn viên du lịch đã mất cảnh giác sau khi phát hiện sự cố. Tuy nhiên, cảnh sát Đài Loan không có động thái nào vào thời điểm tiếp nhận khai báo vì du khách người Việt thời điểm đó có thị thực hợp pháp. Đoàn du khách Việt Nam đầu tiên gồm 23 người nhập cảnh ngày 21 tháng 12, ba du khách mất tích vào sáng cùng ngày, bốn người và 16 người còn lại lần lượt mất tích vào hai ngày tiếp theo. Đoàn du khách Việt Nam thứ hai gồm 130 người nhập cảnh ngày 23 tháng 12, nhưng 128 người mất tích ngay vào buổi sáng hôm sau, một người nữa tiếp tục mất tích vào ngày 25 tháng 12. Đoàn 153 du khách Việt Nam bao gồm bốn trưởng đoàn, trong đó ba trưởng đoàn giả danh đã mất tích.
Aileen Lai — đại diện công ty lữ hành ETholiday — cho biết chưa nhận được phí du lịch 10.000 NT$ mỗi du khách, công ty có thể bị phạt 5.000–8.000 NT$ mỗi trường hợp để cưỡng chế họ hồi hương về Việt Nam. Giám đốc đối ngoại Cục Du lịch Đài Loan Trịnh Anh Huệ khẳng định sự kiện du khách mất tích lớn nhất kể từ khi Đài Loan thực thi chính sách thị thực Quan Hồng dành cho đoàn du khách. Theo lời một công dân Việt Nam có thẻ thường trú nhân tại Đài Loan, nhóm du khách người Việt sẽ được Sở Di dân Đài Loan (NIA) bố trí chỗ ở đến thời điểm trục xuất nếu tự thú, hoặc sẽ bị giam giữ đến thời điểm trục xuất nếu bị bắt. Từ Lập Tín — nghị sĩ thành phố Đài Bắc — thông báo một người dùng dịch vụ mạng xã hội Đài Loan đăng tin tìm lái xe trước khi sự kiện xảy ra, thông tin cũng nêu một cá nhân bí ẩn đã chủ động liên hệ với một công dân Đài Loan nhờ sắp xếp lộ trình cho một đoàn du khách người Việt vào ngày 23 tháng 12 nhưng bị từ chối.

## Phản ứng

### Chính phủ Đài Loan
Thông cáo của Cục Du lịch Đài Loan vào ngày 27 tháng 12 năm 2018.
Bộ Ngoại giao Trung Hoa Dân Quốc đã lập tức hủy bỏ thị thực đoàn du khách người Việt mất tích và ngưng thụ lý cấp thị thực đoàn đối với Công ty Thương mại Du lịch Kỳ nghỉ Quốc tế, đồng thời đội đặc nhiệm Sở Di dân Đài Loan (NIA) tại thành phố Cao Hùng tiến hành truy vết vào ngày 25 tháng 12. Theo thông cáo từ Sở Di dân Đài Loan (NIA), nhóm 152 người Việt sẽ bị trục xuất vì vi phạm Đạo luật Di dân và Xuất nhập cảnh Đài Loan, đồng thời không thể nhập cảnh Đài Loan trong một khoảng thời gian nhất định. Sáng ngày 26 tháng 12, Văn phòng Kinh tế Văn hóa Đài Bắc tại Thành phố Hồ Chí Minh hội đàm với các công ty lữ hành Việt Nam về sự cố du khách người Việt mất tích, Đài Loan vẫn duy trì thị thực Quan Hồng cho du khách người Việt nhưng sẽ siết chặt quản lý sau khi nhập cảnh. Bộ Lao động Đài Loan thông cáo người chứa chấp người nhập cư bất hợp pháp bị phạt 150.000–750.000 NT$, người tố giác người nhập cư bất hợp pháp nhận 50.000 NT$. Thứ trưởng Bộ Nội chính Trần Tông Ngạn thông cáo Sở Di dân đã thành lập chuyên án Quan Hồng, "ba đại đội chuyên cần của Sở Di dân tại miền Nam, miền Trung, miền Bắc đều đã thành lập tiểu ban truy nã". Hôm sau, Cục trưởng Cục Du lịch Đài Loan Châu Vĩnh Huy thông cáo phối hợp với Sở Di dân Đài Loan (NIA) và Bộ Ngoại giao Trung Hoa Dân Quốc sẽ kiểm tra ngẫu nhiên hồ sơ du khách đăng ký thị thực. Tại Ủy ban giao thông Lập pháp viện Trung Hoa Dân Quốc, Cục trưởng Châu Vĩnh Huy cho biết Bộ Ngoại giao Trung Hoa Dân Quốc đã đề nghị Hành chính viện Trung Hoa Dân Quốc mở hội thảo liên bộ nhằm gia tăng cơ chế xét duyệt thị thực.
Ngày 29 tháng 12, Trưởng Sở Di dân Đài Loan Khưu Phong Quang [vừa nhậm chức] cam kết đảm bảo nhân quyền nếu người Việt mất tích ra trình diện, đồng thời chỉ thị điều tra nhóm tổ chức đứng sau sự kiện mất tích. Trương Cảnh Sâm — Ủy viên chính vụ chuyên trách du lịch thuộc chính sách hướng Nam mới — đề nghị Bộ Giao thông và Thông tin Đài Loan rà soát đơn đăng ký du lịch theo đoàn, Bộ Nội chính giám sát du khách nhập cảnh theo thị thực Quan Hồng. Ngày 1 tháng 1 năm 2019, Sở Di dân Đài Loan thông cáo kêu gọi du khách người Việt ra trình diện, nếu bị bắt giữ thì có thể bị tạm giam ba năm và chịu mức phạt 90.000 NT$. Ngày 4 cùng tháng, Trưởng Sở Di dân Đài Loan Khưu Phong Quang công bố người tố giác nhận thưởng 4.000 NT$ đối với mỗi du khách người Việt mất tích, người chứa chấp có thể chịu phạt 750.000 NT$. Ngày 7 tháng 1 cùng năm, Sở Di dân Đài Loan gửi thông cáo chương trình "Mở rộng chuyên án tự báo án đối với người nước ngoài cư trú quá hạn" tới Bộ Lao động – Thương binh và Xã hội Việt Nam, khẳng định người Việt trong tình trạng lưu trú quá hạn tại Đài Loan tự nguyện hồi hương từ ngày 1 tháng 1 đến ngày 30 tháng 6 thì sẽ không bị tạm giam, không bị cấm nhập cảnh Đài Loan và chịu mức phạt thấp nhất 2.000 NT$. Hôm sau, Phó cục trưởng Cục Du lịch Trương Tích Thông thông cáo đang dự thảo sửa luật duyệt thông tin xin thị thực, đồng thời siết chặt tiêu chuẩn đối với công ty lữ hành Việt Nam.

### Chính khách Đài Loan
Đại biểu Lập pháp viện Trung Hoa Dân Quốc Diệp Nghi Tân (thuộc Đảng Dân chủ Tiến bộ) yêu cầu Cục Du lịch Đài Loan công bố số lượng và quốc tịch du khách bỏ trốn tại Đài Loan kể từ khi thực thi chính sách thị thực Quan Hồng tại Đài Loan. Ngày 26 tháng 12 năm 2018 tại Lập pháp viện Trung Hoa Dân Quốc, Trung Quốc Quốc dân Đảng yêu cầu Hành chính viện Trung Hoa Dân Quốc  triệu tập hội nghị liên bộ và thẩm tra lại chương trình thị thực Quan Hồng thuộc chính sách hướng Nam mới. Chủ tịch Trung Quốc Quốc dân Đảng Giang Khải Thần nói rằng "Trung Quốc Quốc dân Đảng hoan nghênh tất cả bạn bè Đông Nam Á đến thăm Đài Loan", nhưng kiến nghị chính phủ của Thái Anh Văn không buông lỏng thủ tục cấp thị thực nhằm tránh "hướng Nam mới" biến thành "khó khăn mới".
Ủy viên chính vụ Trương Cảnh Sâm bình luận trên Facebook rằng "ăn bánh bích quy không thể mất hạt vừng?", đồng thời chỉ trích các đại biểu lập pháp và truyền thông tin tức của Trung Quốc Quốc dân Đảng đã tấn công liều lĩnh chính sách hướng Nam mới trong hai ngày qua, phủ nhận cáo buộc thị thực Quan Hồng mang theo những kẻ truy nã và gái mại dâm, khẳng định thị thực Quan Hồng giúp Đài Loan thoát khỏi sự lệ thuộc vào du khách từ Trung Quốc đại lục. Viện trưởng Hành chính viện Lại Thanh Đức nhận định tuyên bố của Trương Cảnh Sâm không phù hợp vì chính phủ của Đảng Dân chủ Tiến bộ cần phải đối diện vấn đề trung thực và giải quyết theo cách thức người dân Đài Loan muốn thấy. Đại biểu Lập pháp viện Trung Hoa Dân Quốc Hứa Trí Kiệt (thuộc Đảng Dân chủ Tiến bộ) cho rằng lời nói của Trương Cảnh Sâm phi nhân đạo, đồng thời khẳng định không phải "ăn mất hạt vừng bánh bích quy", sự kiện giống như "muốn ăn bánh bao, còn lại một mớ bánh bao nhưng bánh bao bên dưới đã không còn". Đại biểu Lập pháp viện Trung Hoa Dân Quốc Trần Đình Phi (thuộc Đảng Dân chủ Tiến bộ) đặt câu hỏi "con ốc vít nào bị lỏng ở phân đoạn này? Liên kết nào có vấn đề? Tôi nghĩ thị thực Quan Hồng nên được dừng ngay lập tức".

### Công luận Đài Loan
Chủ tịch Hiệp hội phục vụ và cứu viện du lịch quốc tế Đài Loan Hứa Cao Khánh thống kê 10 công ty lữ hành Việt Nam thỏa mãn thị thực Quan Hồng vào tháng 11 năm 2015, nhưng sau khi Đảng Dân chủ Tiến bộ nắm quyền thì 102 công ty lữ hành Việt Nam thỏa mãn thị thực Quan Hồng; chính phủ Đài Loan đang dự thảo yêu cầu công ty lữ hành phải thành lập từ ba năm trở lên. Phó giáo sư Hoàng Chính Thông tại Đại học Tịnh Nghi nhận định sự kiện hiếm thấy theo tỷ lệ bỏ trốn, nhưng cho rằng chính phủ Đài Loan không nên dừng thị thực Quan Hồng với người Việt vì sẽ mất thị trường du lịch lớn. Trưởng Hiệp hội Lữ hành Đài Loan Lý Kỳ Duyệt cho rằng các công ty lữ hành Đài Loan trở thành nạn nhân trong nhiều trường hợp tương tự, đồng thời đề nghị chính phủ Đài Loan siết chặt quy định du lịch nhằm hạn chế nhập cư bất hợp pháp.
Theo phó giáo sư Lý Kỳ Nhạc tại Đại học Khoa học và Công nghệ Thành phố Đài Bắc, thị thực Quan Hồng là hướng đi đúng đắn nhưng cần nâng cấp vấn đề quản lý du lịch nhằm tránh các vấn nạn tiêu cực như cư trú bất hợp pháp hoặc mại dâm. Theo phỏng vấn của Tuổi Trẻ, một số người Đài Loan cảm thấy "khủng khiếp" và cho rằng đoàn du khách người Việt mất tích sẽ làm việc tại những nơi không tuyển được lao động. Theo phỏng vấn của Taipei Times (台北時報; Đài Bắc Thời báo), các công ty lữ hành Đài Loan đánh giá sự kiện là minh họa cụ thể về tổ chức buôn người lợi dụng lỗ hổng trong chương trình thị thực Quan Hồng. Chủ tịch Hiệp hội Dịch vụ Tuyển dụng thành phố Đào Viên Hoàng Cảo Kiệt cho biết du khách người Việt bỏ trốn thường liên lạc với cô dâu Việt tại Đài Loan hoặc người quen, sau đó nhờ giới thiệu việc làm.

### Chính phủ Việt Nam
Thông cáo của Bộ Văn hóa, Thể thao và Du lịch vào ngày 26 tháng 12 năm 2018.
Ngày 26 tháng 12, Bộ Ngoại giao Việt Nam chỉ thị Văn phòng Kinh tế và Văn hóa Việt Nam tại Đài Bắc phối hợp xác minh với phía Đài Loan, đồng thời đề nghị Tổng cục Du lịch và các cơ quan liên quan phối hợp điều tra. Chủ nhiệm Văn phòng Kinh tế và Văn hóa Việt Nam tại Đài Bắc Nguyễn Anh Dũng cho biết chưa xác định rõ sự kiện liên quan đến buôn người hay tổ chức đưa người sang lao động bất hợp pháp. Sở Du lịch Thành phố Hồ Chí Minh triệu tập đại diện Công ty Thương mại Du lịch Kỳ nghỉ Quốc tế, công ty này xác nhận chỉ hỗ trợ thủ tục thị thực Quan Hồng và không tổ chức lịch trình tham quan.  Chiều 27 tháng 12, Thủ tướng Chính phủ Nguyễn Xuân Phúc chỉ thị Bộ Văn hóa, Thể thao và Du lịch điều tra và thời hạn báo cáo chính phủ trong bảy ngày. Bộ Văn hóa, Thể thao và Du lịch gửi công văn kiến nghị Bộ Công an điều tra việc tổ chức đưa người bỏ trốn ra nước ngoài.
Bộ Văn hóa, Thể thao và Du lịch chỉ thị Tổng cục Du lịch, Thanh tra Bộ Văn hóa, Thể thao và Du lịch phối hợp với chính quyền Thành phố Hồ Chí Minh cùng chính quyền thành phố Hà Nội kiểm tra các công ty lữ hành liên quan. Bộ Văn hóa, Thể thao và Du lịch hội đàm với Văn phòng Kinh tế Văn hóa Đài Bắc tại Hà Nội nhằm đề nghị bảo đảm nhu cầu du lịch của người Việt tới Đài Loan. Thứ trưởng Bộ Văn hóa, Thể thao và Du lịch Lê Quang Tùng gửi văn bản số 5897 tới Sở Du lịch và Sở Văn hóa Thể thao Du lịch toàn quốc, yêu cầu rà soát giấy phép xin thị thực của các công ty lữ hành. Theo chỉ thị của Bộ Ngoại giao Việt Nam vào ngày 28 tháng 12, Văn phòng Kinh tế và Văn hóa Việt Nam tại Đài Bắc thông cáo đề nghị chính phủ Đài Loan đảm bảo danh dự cá nhân đối với du khách người Việt đang bị tạm giữ và được phép thăm lãnh sự các công dân trên. Trả lời phiên chất vấn tại Quốc hội Việt Nam ngày 7 tháng 6 năm 2019, Bộ trưởng Bộ Văn hoá Thể thao và Du lịch Nguyễn Ngọc Thiện khẳng định sự kiện là "vết nhơ của ngành du lịch Việt Nam", đồng thời thừa nhận chính phủ và chính quyền địa phương đã buông lỏng quá trình thanh tra.

### Bình luận truyền thông
| Truyền thông | Bình luận |
| ------------ | --- |
| Việt Nam     | Theo phỏng vấn của Dân trí, đại diện một số công ty lữ hành Việt Nam cho rằng sự kiện nghiêm trọng, ảnh hưởng đến hình ảnh du khách người Việt trước quốc tế. Nguyên Khánh trên Tiền Phong nhận định du khách người Việt bỏ trốn số lượng lớn khiến "ảnh hưởng nghiêm trọng" đến hình ảnh Việt Nam. Chiến Văn trên Dân Việt đồng cảm với 152 du khách Việt Nam, coi họ là nạn nhân của môi giới lao động. Minh Quang trên Hà Nội Mới nêu quan điểm siết chặt pháp lý, tuyên truyền để công dân Việt Nam nhận thức về rủi ro khi lao động bất hợp pháp. Tuổi Trẻ xuất bản bài viết nhìn nhận du khách người Việt bỏ trốn vi phạm pháp lý Đài Loan và ảnh hưởng đến hình ảnh quốc gia, nhưng nhận định việc còng tay du khách không nhân đạo. Đài Truyền hình Việt Nam đánh giá sự kiện gây ảnh hưởng đến ngành du lịch quốc gia và hình ảnh người Việt trước quốc tế. |
| Đài Loan     | Lệ Phương trên Đài Phát thành Quốc tế Đài Loan đánh giá sự kiện du khách bỏ trốn lớn nhất trong lịch sử Đài Loan. Quách Trung Hàn trên Hãng Thông tấn Trung ương thừa nhận đây là "vụ du khách bỏ trốn lớn nhất trong lịch sử Đài Loan"; đồng thời lo ngại hiện tượng du khách người Việt bỏ trốn xuất hiện nhiều lần trước đó như 59 du khách mất tích tại đảo Jeju năm 2016, 15 du khách mất tích tại Israel năm 2013, cùng những vụ du khách mất tích được liệt kê tại Hồng Kông và Nhật Bản. ETtoday Tân văn Vân cho rằng sự cố "ngã ngựa" đã gây tổn hại nghiêm trọng đến hình ảnh đất nước Việt Nam. Ngô Tư Hiền trên Liên Hợp báo đánh giá chính sách hướng Nam mới của Thái Anh Văn sai lầm vì "không chỉ lãng phí nhiều tiền thuế mà còn phải trả giá đắt cho an ninh quốc gia và trật tự công cộng". |
| Quốc tế      | Nguyễn Lễ trên BBC so sánh sự kiện với "nỗi nhục quốc thể" của Việt Nam, khẳng định uy tín của Việt Nam tương đồng với vị thế hộ chiếu Việt Nam, đồng thời kêu gọi giới chính khách Việt Nam xây dựng các chính sách nâng cao thu nhập của người Việt. Theo phỏng vấn trên Đài Á Châu Tự Do, đại diện một số công ty lữ hành Việt Nam cảm thấy buồn khi Việt Nam đã thống nhất khoảng 40 năm nhưng người Việt vẫn tìm cách nhập cư bất hợp pháp, nhận định rằng nguyên nhân không chỉ bắt nguồn từ công dân Việt Nam mà còn từ cách quản lý của chính phủ Việt Nam. Triệu Uyển Thành trên VOA cho rằng thị thực Quan Hồng là một lỗ hổng khi du khách không cần chứng minh tài chính, tạo cơ hội cho các nhóm buôn người có thể thao túng ở hậu trường. Mercedes Hutton trên South China Morning Post đặt câu hỏi về lỗi trung thực hay vấn nạn buôn người. Nick Aspinwall trên The Diplomat cho rằng sự kiện góp phần thúc đẩy các đại biểu lập pháp đối lập tại Đài Loan đặt câu hỏi về chính sách hướng Nam mới của Tổng thống Trung Hoa Dân Quốc Thái Anh Văn. Lý Thiên trên Deutsche Welle nhận định sự kiện du khách mất tích tập thể đã phủ bóng đen lên chính sách hướng Nam mới của Đài Loan. Hàn Hương trên Sohu mỉa mai sự kiện làm bẽ mặt chính sách hướng Nam mới của Tổng thống Trung Hoa Dân Quốc Thái Anh Văn. Chu Tuệ Di trên Đại Công báo đặt câu hỏi chính sách 'hướng Nam mới' có đang trở thành con ngựa thành Troia cho hoạt động buôn người tại Đài Loan khi lãnh đạo Thái Anh Văn của Đảng Dân chủ Tiến bộ coi nhẹ vấn đề an ninh nhập cảnh. Vương Á Bình trên Nhân Dân nhật báo mỉa mai Đảng Dân chủ Tiến bộ "tự chuốc họa vào thân" khi lựa chọn rời xa vòng tay "vị thần giàu sang" Trung Quốc đại lục, cho rằng chính sách hướng Nam mới là "quả dưa không ngọt với muôn vàn rắc rối". |

## Hệ quả

### Điều tra
Ngày 26 tháng 12, đội đặc nhiệm Sở Di dân Đài Loan (NIA) tại thành phố Cao Hùng xác định được hành trình của nhóm du khách người Việt mất tích và tiếp tục truy vết. Cục An ninh Quốc gia Đài Loan (NSB) nhận định khả năng du khách Việt Nam nhập cảnh để lao động bất hợp pháp, nhưng vẫn đặt giả thuyết về hoạt động khủng bố. Cảnh sát Đài Loan điều tra thông tin những phương tiện giao thông chuyên chở du khách bỏ trốn, chủ sở hữu nằm rải rác khắp miền Bắc và miền Trung cũng như miền Nam Đài Loan, giả thuyết về đường dây buôn người được cân nhắc. Camera quan sát tại khách sạn Kaohsiung International Star và khách sạn Delton được trích xuất. Theo điều tra, tất cả du khách người Việt đều đội mũ lưỡi trai màu trắng, giả thuyết mật mã giữa đoàn du khách người Việt và băng đảng Đầu rắn. Phía Đài Loan ban đầu tiếp nhận thông tin đoàn du khách người Việt mua vé một chiều nhập cảnh, nhưng sau đó Chủ tịch Hiệp hội phục vụ và cứu viện du lịch quốc tế Đài Loan Hứa Cao Khánh xác nhận Công ty Thương mại Du lịch Kỳ nghỉ Quốc tế đã cấp cho đoàn du khách vé khứ hồi vào ngày 26 tháng 12. Hứa Cao Khánh đồng thời xác nhận một nhóm người dã liên lạc với đoàn du khách Việt Nam khi nhập cảnh Đài Loan và hỗ trợ bỏ trốn ngay sau khi nhận phòng tại khách sạn. Hôm sau, Sở Di dân Đài Loan (NIA) phối hợp với Cục Cảnh chính Đài Loan thành lập chuyên án Quan Hồng, Cục Du lịch Đài Loan trước đó kết luận một trưởng đoàn ở lại và 152 người khác đã mất tích. Cục Du lịch Đài Loan xác nhận Công ty Thương mại Du lịch Kỳ nghỉ Quốc tế đã 10 lần thất lạc đoàn du khách người Việt khi nhập cảnh Đài Loan trước đây, nhưng mỗi lần chỉ thất lạc một hoặc hai người. Ngày 28 tháng 12 cùng năm, Trưởng Sở Di dân Đài Loan Khưu Phong Quang chủ trì hội nghị trực tuyến thảo luận phương án truy tìm du khách, đồng thời hối thúc điều tra tổ chức buôn người đứng sau sự kiện. Chính phủ Đài Loan đã tổng động viên bốn lữ đoàn tham gia quá trình tìm kiếm đoàn du khách người Việt. Cảnh sát quận Tam Dân thuộc thành phố Cao Hùng đã bác bỏ thuyết âm mưu về một du khách người Việt mất tích làm gái mại dâm ở Vi Cá Lâu, điều tra sơ bộ xác nhận 13 nữ nhân viên phục vụ đều là người Đài Loan gốc Việt.
| Nhóm | Số lượng | Địa điểm xuất cảnh           | Địa điểm nhập cảnh                                                               | Công ty lữ hành       | Ngày nhập cảnh       | Địa điểm tham quan                                                                     |
| ---- | -------- | ---------------------------- | -------------------------------------------------------------------------------- | --------------------- | -------------------- | -------------------------------------------------------------------------------------- |
| 1    | 23       | Sân bay quốc tế Nội Bài      | Sân bay quốc tế Cao Hùng                                                         | Công ty Golden Travel | 21 tháng 12 năm 2018 | Di chuyển từ huyện Nam Đầu đến quận Tam Trọng thuộc thành phố Tân Bắc, sau đó mất tích |
| 2    | 129      | Sân bay quốc tế Tân Sơn Nhất | - Sân bay quốc tế Cao Hùng - Sân bay quốc tế Đào Viên Đài Loan - Sân bay Đài Nam | Công ty Twin Bright   | 23 tháng 12 năm 2018 | Mất tích trong hai ngày                                                                |

Giám đốc Công ty Thương mại Du lịch Kỳ nghỉ Quốc tế Phan Ngọc Hạnh cho biết thông qua lời giới thiệu từ ETholiday có trụ sở tại Đài Loan, công ty lữ hành này đã cung cấp dịch vụ thị thực Quan Hồng cho 153 du khách thuộc đoàn của Công ty Twin Bright và Công ty Golden Travel đều có trụ sở ở Hà Nội. Ngày 27 tháng 12, Thanh tra Sở Du lịch Hà Nội tiến hành thanh tra hai công ty lữ hành ký kết với Công ty Thương mại Du lịch Kỳ nghỉ Quốc tế theo phí giao dịch thị thực Quan Hồng 10 US$ mỗi du khách. Phó tổng cục trưởng Tổng cục Du lịch Ngô Hoài Chung xác nhận Công ty Golden Travel có giấy phép kinh doanh lữ hành quốc tế, trong khi Công ty Twin Bright không có giấy phép. Theo Chánh thanh tra Sở Du lịch Hà Nội Vũ Công Huy, Công ty Twin Bright đứng tên giúp một người tên Đức ký kết giao dịch cung cấp thị thực Quan Hồng với Công ty Thương mại Du lịch Kỳ nghỉ Quốc tế; tuy nhiên Giám đốc Công ty Twin Bright Lê Thanh Tùng không rõ họ tên cũng như địa chỉ của người tên Đức. Giám đốc Công ty Golden Travel Võ Thị Hồng khai nhận liên hệ với người phụ nữ tên Mai Thị Trang về 49 du khách tham quan Đài Loan với mức phí thanh toán trực tiếp không qua hợp đồng 12 triệu đồng mỗi trường hợp, 23 du khách cùng một hướng dẫn viên xuất cảnh tại sân bay quốc tế Nội Bài sau khi Công ty Thương mại Du lịch Kỳ nghỉ Quốc tế cung cấp thị thực Quan Hồng (12 không đi, 2 bị từ chối thị thực, 12 không đủ điều kiện hộ chiếu Việt Nam).
Một cô dâu Việt tại Đài Loan hỗ trợ phiên dịch tư pháp trong cuộc điều tra chia sẻ rằng nhiều du khách đã liên lạc với người thân trước khi đến khách sạn nhận phòng. Ngày 30 tháng 12, cảnh sát Đài Loan bắt giữ một công dân gốc Việt họ Trịnh có thẻ thường trú nhân sống tại Tân Bắc, người này lái xe hỗ trợ đoàn du khách người Việt bỏ trốn kèm theo kinh phí giao dịch. Viện Kiểm sát cấp cao Đài Loan tống đạt lệnh bắt giữ người này với cáo buộc tội danh vi phạm Đạo luật Di dân và Xuất nhập cảnh Đài Loan. Cảnh sát Đài Loan đồng thời truy tìm một phụ nữ tổ chức phương tiện giao thông cho đoàn du khách bỏ trốn, người này nói tiếng Việt trong đoạn phim ghi hình của nữ hướng dẫn viên. Ngày 8 tháng 1 năm 2019, cảnh sát Đài Loan bắt giữ một người Việt lưu trú quá hạn tại quận Ngô Thê thuộc thành phố Đài Trung, nghi phạm này bị cáo buộc hỗ trợ bốn du khách Việt Nam bỏ trốn vào tháng 12 năm 2018. Sở Di dân Đài Loan (NIA) phối hợp với Cục Cảnh chính Đài Loan cùng Văn phòng Kinh tế Văn hoá Đài Bắc tại Việt Nam và Văn phòng Kinh tế Văn hóa Việt Nam tại Đài Bắc mở rộng điều tra. Nhờ mức thưởng 4.000 NT$ dành cho người tố giác, 74 du khách người Việt mất tích được tìm thấy tính đến thời điểm ngày 13 tháng 1 năm 2019. Ngày 29 tháng 1 cùng năm, Viện Kiểm sát quận Cao Hùng tống đạt lệnh bắt ba nghi phạm người Việt tội danh buôn người và bốn nghi phạm lái xe tội danh rửa tiền, đồng thời phát lệnh truy nã bốn đồng phạm người Việt liên quan. Theo cáo trạng về 11 nghi phạm của Viện Kiểm sát quận Cao Hùng, Trịnh Nam cùng Nguyễn Nam và Mai Thị Trang liên kết với băng đảng Đầu rắn tổ chức sự kiện, mỗi du khách người Việt phải trả phí 1.000–3.000 US$; cáo buộc ghi nhận hành vi vi phạm Đạo luật Di dân và Xuất nhập cảnh Đài Loan, Đạo luật Phòng chống buôn người, Đạo luật Dịch vụ Việc làm, che giấu tội phạm truy nã Luật hình sự Trung Hoa Dân Quốc. Mai Thị Trang là cô dâu Việt tại Đài Loan kinh doanh nước hoa, Nguyễn Nam kết hôn với một phụ nữ Đài Loan, bố mẹ Trịnh Nam là Hoa kều.

### Du khách Việt Nam
Trước khi Đài Loan công bố lệnh cấm xuất nhập cảnh đối với 152 du khách người Việt mất tích tại Đài Loan, một nam du khách người Việt xuất cảnh từ Đài Nam về Việt Nam vào ngày 22 tháng 12, hai nam du khách người Việt xuất cảnh từ Cao Hùng hồi hương vào ngày 24 tháng 12. Theo lời khai của du khách bị bắt tại Đài Loan, một số hướng đến mục đích lao động bất hợp pháp với chi phí 20.000–70.000 NT$ để tham gia đoàn du khách. Theo điều tra, những du khách xuất cảnh về Việt Nam do nhận thấy không thể bắt đầu làm việc bất hợp pháp ngay lập tức khi vừa nhập cảnh Đài Loan. Ba du khách bị bắt tạm giam tại Nam Đầu hoặc Cao Hùng chờ tới thời điểm trục xuất, bốn du khách tự nguyện đến trình diện tại sở Cảnh sát khu Trung Lịch thuộc thành phố Đào Viên vào ngày 27 tháng 12 sau khi truyền thông Đài Loan liên tục đưa tin về sự kiện. Những du khách bị bắt giữ sẽ nhận cáo buộc vi phạm Đạo luật Phòng chống buôn người tại Đài Loan. Du khách có độ tuổi nhỏ nhất vào khoảng bốn và lớn tuổi nhất là 62, đa số có độ tuổi từ 20 đến 38. Theo điều tra từ phía Đài Loan, nam giới sẽ thu hoạch chè hoặc trồng hoa quả, nữ giới nhận làm người giúp việc hoặc gái mại dâm. Du khách người Việt đầu tiên trong tổng số 148 người được chính thức trục xuất vào ngày 1 tháng 2 năm 2019.
| Giai đoạn | Thời điểm thống kê   | Số lượng du khách   | Tổng số | Địa điểm phát hiện              | Tình trạng                       | Địa điểm xác nhận | Nguồn                  |
| --------- | -------------------- | ------------------- | ------- | ------------------------------- | -------------------------------- | ----------------- | ---------------------- |
| 1         | 26 tháng 12 năm 2018 | 3                   | 3       | Đài Nam, Cao Hùng               | Tự ý xuất cảnh                   | Việt Nam          | [ 49 ] [ 73 ]          |
| 1         | 26 tháng 12 năm 2018 | 1                   | 1       | —                               | Liên lạc với cảnh sát Đài Loan   | Việt Nam          | [ 18 ] [ 73 ] [ 101 ]  |
| 1         | 26 tháng 12 năm 2018 | 3                   | 148     | Chương Hóa, Tân Trúc, Gia Nghĩa | Bắt giữ                          | Đài Loan          | [ 18 ] [ 73 ] [ 101 ]  |
| 1         | 26 tháng 12 năm 2018 | 145                 | 148     | —                               | Mất tích                         | Đài Loan          | [ 18 ] [ 73 ] [ 101 ]  |
| 2         | 27 tháng 12 năm 2018 | 5                   | 148     | —                               | Trình diện với cảnh sát Đài Loan | Đài Loan          | [ 49 ] [ 97 ]          |
| 2         | 27 tháng 12 năm 2018 | 6                   | 148     | —                               | Bắt giữ                          | Đài Loan          | [ 49 ] [ 97 ]          |
| 2         | 27 tháng 12 năm 2018 | 137                 | 148     | —                               | Mất tích                         | Đài Loan          | [ 49 ] [ 97 ]          |
| 3         | 28 tháng 12 năm 2018 | 17                  | 148     | —                               | Tìm thấy                         | Đài Loan          | [ 98 ]                 |
| 3         | 28 tháng 12 năm 2018 | 131                 | 148     | —                               | Mất tích                         | Đài Loan          | [ 98 ]                 |
| 4         | 29 tháng 12 năm 2018 | 20 (7 nam, 13 nữ)   | 148     | —                               | Tìm thấy                         | Đài Loan          | [ 26 ] [ 30 ]          |
| 4         | 29 tháng 12 năm 2018 | 128 (91 nam, 37 nữ) | 148     | —                               | Mất tích                         | Đài Loan          | [ 26 ] [ 30 ]          |
| 5         | 1 tháng 1 năm 2019   | 24 (10 nam, 14 nữ)  | 148     | —                               | Tìm thấy                         | Đài Loan          | [ 33 ] [ 101 ] [ 102 ] |
| 5         | 1 tháng 1 năm 2019   | 124 (88 nam, 36 nữ) | 148     | —                               | Mất tích                         | Đài Loan          | [ 33 ] [ 101 ] [ 102 ] |
| 6         | 2 tháng 1 năm 2019   | 28 (13 nam, 15 nữ)  | 148     | —                               | Tìm thấy                         | Đài Loan          | [ 103 ]                |
| 6         | 2 tháng 1 năm 2019   | 120 (85 nam, 35 nữ) | 148     | —                               | Mất tích                         | Đài Loan          | [ 103 ]                |
| 7         | 8 tháng 1 năm 2019   | 51                  | 148     | —                               | Tìm thấy                         | Đài Loan          | [ 104 ]                |
| 7         | 8 tháng 1 năm 2019   | 97                  | 148     | —                               | Mất tích                         | Đài Loan          | [ 104 ]                |
| 8         | 13 tháng 1 năm 2019  | 74                  | 148     | —                               | Tìm thấy                         | Đài Loan          | [ 89 ]                 |
| 8         | 13 tháng 1 năm 2019  | 74                  | 148     | —                               | Mất tích                         | Đài Loan          | [ 89 ]                 |
| 9         | 29 tháng 1 năm 2019  | 89 (55 nam, 34 nữ)  | 148     | —                               | Tìm thấy                         | Đài Loan          | [ 90 ]                 |
| 9         | 29 tháng 1 năm 2019  | 59 (43 nam, 16 nữ)  | 148     | —                               | Mất tích                         | Đài Loan          | [ 90 ]                 |
| 10        | 19 tháng 2 năm 2019  | 92                  | 148     | —                               | Tìm thấy                         | Đài Loan          | [ 105 ]                |
| 10        | 19 tháng 2 năm 2019  | 56                  | 148     | —                               | Mất tích                         | Đài Loan          | [ 105 ]                |

## Tác động

### Thị thực Quan Hồng
Đơn xin cấp thị thực Quan Hồng của đoàn 182 người Việt có lịch trình cùng thời gian tới Đài Loan bị bác bỏ; Văn phòng Kinh tế và Văn hóa Đài Bắc tại Việt Nam ngày 26 tháng 12 thông cáo vẫn cấp thị thực Quan Hồng cho đoàn du lịch này nhưng sẽ siết chặt quản lý sau khi nhập cảnh. Trong khi Văn phòng Kinh tế Văn hóa Đài Bắc tại Việt Nam chưa thông báo chính thức về thay đổi chính sách cấp thị thực cho người Việt, nhiều người Việt bày tỏ lo lắng về việc Đài Loan có thể sẽ thắt chặt chính sách cấp thị thực. Các đoàn du khách Việt Nam tới Đài Loan không bị ảnh hưởng do chính sách thị thực Quan Hồng không thay đổi, các công ty lữ hành Việt Nam khi tiến hành xin thủ tục thị thực Quan Hồng phải ghi rõ ngày tháng năm sinh từng người thay vì ghi mặc định ngày 1 tháng 1 như trước đó. Ngày 26 tháng 12, đoàn 42 du khách người Việt nhập cảnh Sân bay quốc tế Đào Viên Đài Loan theo thị thực Quan Hồng, toàn bộ du khách lần lượt bị thẩm vấn từng phòng riêng biệt trong khoảng ba giờ đồng hồ.
Ngày 28 tháng 12, Văn phòng Kinh tế và Văn hóa Đài Bắc thông cáo dừng chương trình thị thực Quan Hồng dành cho 102 công ty lữ hành Việt Nam, quá trình cấp thị thực dạng khác vẫn diễn ra bình thường. Chính phủ Đài Loan siết chặt quản lý nhập cảnh đối với các đoàn du khách đông người nếu thấy có dấu hiệu bất thường. Do dừng cấp thị thực Quan Hồng đối với người Việt, nhiều du khách tại Việt Nam phải làm hồ sơ xin cấp thị thực thông thường do không đủ tiêu chuẩn nhận thị thực điện tử, điều này khiến chi phí chuyến tham quan Đài Loan tăng giá và gia tăng thủ tục thị thực. Ngày 5 tháng 1 năm 2019, Cục Du lịch Đài Loan tái áp dụng chương trình thị thực Quan Hồng dành cho du khách người Việt có hộ khẩu tại Thành phố Hồ Chí Minh và thành phố Hà Nội; Hiệp hội Du lịch Thành phố Hồ Chí Minh gửi công văn kiến nghị Tổng Cục Du lịch và Sở Du lịch Thành phố Hồ Chí Minh đề nghị Cục Du lịch Đài Loan cùng Văn phòng Kinh tế và Văn hóa Đài Bắc tại Việt Nam hỗ trợ tái áp dụng thị thực Quan Hồng. Ngày 15 tháng 3 cùng năm, Cục Du lịch Đài Loan chính thức khởi động lại thị thực Quan Hồng cho 57 công ty lữ hành Việt Nam được chỉ định với ba điều lệ sửa đổi bổ sung, đặc biệt nếu nhóm tối đa sáu du khách bỏ trốn thì công ty lữ hành sẽ bị loại khỏi danh sách. Chương trình thị thực Quan Hồng được tái áp dụng cho người Việt từ ngày 20 tháng 3 năm 2019, nhưng thủ tục tiếp nhận từ bảy ngày trở lên và du khách phải có vé khứ hồi cũng như bắt buộc trưởng đoàn dẫn qua hải quan, cắt giảm số lượng công ty lữ hành Việt Nam được chỉ định.

### Lữ hành Việt Nam
| Số thứ tự | Công ty                                                            | Ngày cấp giấy phép   | Vai trò                                  | Quản lý hành chính               | Xử phạt         | Xử phạt                  | Công tác điều tra        | Nguồn                  |
| Số thứ tự | Công ty                                                            | Ngày cấp giấy phép   | Vai trò                                  | Quản lý hành chính               | Tiền phạt       | Đình chỉ giấy phép       | Công tác điều tra        | Nguồn                  |
| --------- | ------------------------------------------------------------------ | -------------------- | ---------------------------------------- | -------------------------------- | --------------- | ------------------------ | ------------------------ | ---------------------- |
| 1         | Công ty Thương mại Du lịch Kỳ nghỉ Quốc tế Giám đốc Phan Ngọc Hạnh | 14 tháng 11 năm 2018 | Cung cấp dịch vụ thị thực Quan Hồng      | Sở Du lịch Thành phố Hồ Chí Minh | 33 triệu đồng   | 12 tháng lữ hành quốc tế | Bộ Công an               | [ 12 ] [ 113 ] [ 114 ] |
| 2         | Công ty Golden Travel Giám đốc Võ Thị Hồng                         | 10 tháng 10 năm 2018 | Sắp xếp đoàn du khách tham quan Đài Loan | Sở Du lịch Hà Nội                | 48,5 triệu đồng | 9 tháng lữ hành quốc tế  | Công an thành phố Hà Nội | [ 83 ] [ 113 ] [ 114 ] |
| 3         | Công ty Twin Bright Giám đốc Lê Thanh Tùng                         | Không giấy phép      | Sắp xếp đoàn du khách tham quan Đài Loan | Sở Du lịch Hà Nội                | —               | —                        | Công an thành phố Hà Nội | [ 83 ] [ 113 ] [ 114 ] |

Ngày 31 tháng 12, Sở Du lịch Thành phố Hồ Chí Minh thông cáo Công ty Thương mại Du lịch Kỳ nghỉ Quốc tế không có hợp đồng ký kết dịch vụ thị thực Quan Hồng với ETholiday ở Đài Loan và hai công ty lữ hành có trụ sở tại Hà Nội, toàn bộ tiến trình bàn thảo đều thông qua thư điện tử. Sở Du lịch Thành phố Hồ Chí Minh khẳng định Công ty Thương mại Du lịch Kỳ nghỉ Quốc tế vi phạm Luật Du lịch Việt Nam vì chỉ cung cấp thị thực nhưng không dẫn đoàn du khách tham quan. Sở Du lịch Hà Nội nhận định Công ty Golden Travel và Công ty Golden Travel có hành vi vi phạm pháp luật Việt Nam, đồng thời kiến nghị Công an thành phố Hà Nội điều tra. Ngày 7 tháng 6 năm 2019, Hiệp hội Lữ hành Việt Nam (VISTA) hội đàm xây dựng dự thảo trách nhiệm của công ty lữ hành Việt Nam khi du khách bỏ trốn tại sở tại, dự thảo được tổng hợp trình đến Tổng cục Du lịch. Ngày 1 tháng 8 năm 2019, Bộ Văn hóa, Thể thao và Du lịch ban hành Nghị định 45/2019/NĐ-CP, nội dung đề cập du khách Việt Nam bỏ trốn tại nước ngoài hoặc du khách người nước ngoài bỏ trốn tại Việt Nam thì công ty lữ hành Việt Nam chịu phạt 80–90 triệu đồng kèm theo đình chỉ giấy phép kinh doanh lữ hành 12–18 tháng.

### Khởi tố
Ngày 6 tháng 5 năm 2019 tại Việt Nam, Bộ Công an Việt Nam khởi tố năm bị can với tội danh "tổ chức cho người khác trốn đi nước ngoài" theo Điều 349 Bộ Luật hình sự Việt Nam. Ngày 14 tháng 9 năm 2020, Tòa án nhân dân Thành phố Hồ Chí Minh xét xử sơ thẩm ba bị cáo tội danh "tổ chức cho người khác trốn đi nước ngoài" và hai bị cáo tội danh "môi giới cho người khác trốn đi nước ngoài". Theo cáo trạng, Nguyễn Việt Đức và Lê Đình Hồng Nguyên thành lập Công ty Vui Funny tour vào tháng 5 năm 2018, Đức nhờ Trần Văn Danh tìm được 131 người Việt có nhu cầu bỏ trốn sau khi nhập cảnh Đài Loan thông qua dịch vụ mạng xã hội Zalo và Facebook, Đức và Nguyên trao đổi trực tiếp với các công ty lữ hành Đài Loan để thỏa thuận xin thị thực Quan Hồng dành cho 128 du khách xuất cảnh từ sân bay quốc tế Tân Sơn Nhất. Danh liên hệ với nhóm môi giới Nguyễn Lâm Sỹ, Nguyễn Văn Thắng, Nguyễn Thị Thanh Hà. Đức cùng đồng phạm tổ chức nhập cảnh Đài Loan cho 20 du khách vào ngày 21 tháng 12 năm 2018 và 128 du khách vào ngày 23 tháng 12 cùng năm, Đức và Nguyên hưởng lợi nhuận 15 triệu đồng sau sự kiện.
| Số thứ tự | Họ tên                | Tuổi | Quốc tịch | Nguyên quán       | Phạt tù | Tội danh                                                                      | Nguồn           |
| --------- | --------------------- | ---- | --------- | ----------------- | ------- | ----------------------------------------------------------------------------- | --------------- |
| 1         | Trần Văn Danh         | 31   | Việt Nam  | An Giang          | 10 năm  | Tổ chức cho người khác trốn đi nước ngoài, Điều 349 Bộ Luật hình sự Việt Nam  | [ 122 ] [ 123 ] |
| 2         | Lê Đình Hồng Nguyên   | 37   | Việt Nam  | Khánh Hòa         | 6 năm   | Tổ chức cho người khác trốn đi nước ngoài, Điều 349 Bộ Luật hình sự Việt Nam  | [ 122 ] [ 123 ] |
| 3         | Nguyễn Việt Đức       | 42   | Việt Nam  | Hà Nội            | 10 năm  | Tổ chức cho người khác trốn đi nước ngoài, Điều 349 Bộ Luật hình sự Việt Nam  | [ 122 ] [ 123 ] |
| 4         | Nguyễn Thị Thùy Hương | 28   | Việt Nam  | Quảng Nam         | 3–8 năm | Tổ chức cho người khác trốn đi nước ngoài, Điều 349 Bộ Luật hình sự Việt Nam  | [ 122 ] [ 123 ] |
| 5         | Nguyễn Lâm Sỹ         | 35   | Việt Nam  | Bà Rịa – Vũng Tàu | 3–8 năm | Tổ chức cho người khác trốn đi nước ngoài, Điều 349 Bộ Luật hình sự Việt Nam  | [ 122 ] [ 123 ] |
| 6         | Nguyễn Thị Thanh Hà   | 36   | Việt Nam  | Tiền Giang        | 3–8 năm | Tổ chức cho người khác trốn đi nước ngoài, Điều 349 Bộ Luật hình sự Việt Nam  | [ 122 ] [ 123 ] |
| 7         | Vũ Nhật Tuấn          | 60   | Việt Nam  | Hải Phòng         | 3–8 năm | Tổ chức cho người khác trốn đi nước ngoài, Điều 349 Bộ Luật hình sự Việt Nam  | [ 122 ] [ 123 ] |
| 8         | Nguyễn Xuân Hùng      | 42   | Việt Nam  | Hà Nội            | 3–8 năm | Tổ chức cho người khác trốn đi nước ngoài, Điều 349 Bộ Luật hình sự Việt Nam  | [ 122 ] [ 123 ] |
| 9         | Vòng Sùi Và           | 40   | Việt Nam  | Đồng Nai          | 5 năm   | Môi giới cho người khác trốn đi nước ngoài, Điều 349 Bộ Luật hình sự Việt Nam | [ 122 ] [ 123 ] |
| 10        | Mai Thị Bé Liên       | 30   | Việt Nam  | Nghệ An           | 4 năm   | Môi giới cho người khác trốn đi nước ngoài, Điều 349 Bộ Luật hình sự Việt Nam | [ 122 ] [ 123 ] |

Ngày 5 tháng 3 năm 2019 tại Đài Loan, Viện Kiểm sát quận Cao Hùng chính thức thông cáo về 11 nghi phạm. Nghi phạm người Việt Mai Thị Trang và chồng người Đài Loan Tiêu Vận Lương dẫn đoàn 19 du khách đến Cao Hùng, một du khách đến Đài Trung, hai du khách tại tư gia, một du khách làm công nhân; đồng thời nhận cáo buộc tội danh giả mạo tài liệu, che giấu tội phạm truy nã, vi phạm Đạo luật Dịch vụ Việc làm Đài Loan. Nghi phạm người Việt Nguyễn Nam và người Đài Loan Trịnh Nam tuyển dụng 33 du khách lao động bất hợp pháp, Trịnh Nam nhận cáo buộc giả mạo tài liệu và che giấu tội phạm truy nã, Nguyễn Nam nhận cáo buộc tương tự và tội danh vi phạm Đạo luật Phòng chống buôn người Đài Loan. Theo Viện Kiểm sát quận Cao Hùng, ba lái xe bị nghi ngờ che giấu người truy nã, năm du khách người Việt không đủ cấu thành tội danh, 28 du khách Việt Nam cấu thành tội danh nhưng được miễn truy tố. Ngày 23 tháng 10 năm 2019, Tòa án cấp cao Đài Loan chi nhánh Cao Hùng xét xử hai bị cáo người Việt và một bị cáo người Đài Loan. Theo cáo trạng, Mai Thị Trang — nhân viên một công ty lữ hành Việt Nam — thu phí thị thực Quan Hồng 1.000–3.000 US$ mỗi trường hợp, sau đó Trang cùng Tiêu Vận Lương dẫn đoàn 50 du khách Việt Nam làm công nhân tại Đào Viên. Nguyễn Nam — nhân viên cùng công ty lữ hành Việt Nam — dẫn đoàn 34 du khách Việt Nam lao động bất hợp pháp, cáo trạng nêu Nguyễn Nam đưa bốn nữ du khách Việt Nam đến một khách sạn tại Trung Lịch thuộc Đào Viên làm gái mại dâm.
| Số thứ tự | Họ tên         | Tuổi | Quốc tịch | Hồ sơ chức vụ                      | Địa điểm xét xử | Phạt tù | Tội danh | Nguồn           |
| --------- | -------------- | ---- | --------- | ---------------------------------- | --------------- | ------- | --- | --------------- |
| 1         | Mai Thị Trang  | 31   | Việt Nam  | Nhân viên công ty lữ hành Việt Nam | Đài Loan        | 9 tháng | - Điều 164 và Điều 214 cùng Điều 216, Luật hình sự Trung Hoa Dân Quốc - Điều 64 Đạo luật Dịch vụ Việc làm                         | [ 129 ] [ 130 ] |
| 2         | Tiêu Vận Lương | 51   | Đài Loan  | —                                  | Đài Loan        | 3 tháng | - Điều 164 Luật hình sự Trung Hoa Dân Quốc - Điều 64 Đạo luật Dịch vụ Việc làm                                                    | [ 129 ] [ 130 ] |
| 3         | Nguyễn Nam     | —    | Việt Nam  | Nhân viên công ty lữ hành Việt Nam | Đài Loan        | 3 năm   | - Điều 164 và Điều 214 cùng Điều 216 cũng như Điều 231, Luật hình sự Trung Hoa Dân Quốc - Điều 31 Đạo luật Phòng chống buôn người | [ 129 ] [ 130 ] |

### Tiếng Việt
- Vụ 148 khách Việt biến mất khiến Đài Loan thay đổi chính sách visa (video) trên VnExpress
- Video: Toàn cảnh 152 du khách Việt bị nghi bỏ trốn tại Đài Loan trên VTC News

### Tiếng Trung
- 鏡週刊 鏡爆社會》地陪導遊苦勸不聽 越南旅客集體脫團畫面曝光 trên kênh YouTube của Mirror Media
- 20181228中天新聞　地陪「苦勸不聽」　越南團152人落跑畫面曝光 trên kênh YouTube của CTi News
- 152脫團越南人未追到 國安局介入調查防恐(移民署提供) trên kênh YouTube của Tự do Thời báo [en; zh]
- 越南旅團爆最大逃逸案 觀光局長：個案 加強書面審查 trên kênh YouTube của Tự do Thời báo
- 生活與法律-臺灣是寶島，外籍旅客大量跳機？ trên kênh YouTube của Viện Kiểm sát cấp cao Đài Loan
- 史上規模最大！越南4旅團152人逃逸「剩1人」 trên kênh YouTube của TVBS News
- 「白帽」接應暗號？　脫逃越南客追回3人 trên kênh YouTube của TVBS News